# موج‌دار
موج‌دار ابری است که تکه‌ها یا برگه‌ها یا لایه‌های آن به شکل موج است؛ این امواج را می‌توان در لایه‌های ابر نسبتاً یکنواخت یا در ابرهایی متشکل از اجزای جدا از هم یا به هم پیوسته مشاهده کرد؛ این اصطلاح عمدتاً همراه با ابرهای پرساکومه‌ای و پرساپوشنی و فرازکومه‌ای و فرازپوشنی و پوشن‌کومه‌ای و پوشنی می‌آید.